# Caripodia fusca
Caripodia fusca is een vlinder uit de familie spinneruilen (Erebidae), onderfamilie beervlinders (Arctiinae). De wetenschappelijke naam van de soort is voor het eerst geldig gepubliceerd in 1939 door Berio.
Deze nachtvlinder komt voor in tropisch Afrika.